# Бінгемтонський університет
Університе́т шта́ту Нью-Йорк у Бі́нгемтоні (англ. State University of New York at Binghamton, SUNY at Binghamton) — державний дослідницький університет у штаті Нью-Йорк, США. Один із чотирьох університетських центрів у системі Університету штату Нью-Йорк. Також відомий як Бінгемтонський університет (скорочено Bing або BU).
З моменту свого створення 1946 року університет виріс з невеликого гуманітарного Гарпер-коледжу до установи зі значною докторантурою. Навчальний заклад в рейтингу 2013 року «Найкращих національних університетів» американського журналу US News & World Report займав 89-е місце серед понад 200 національних університетів США, рейтинг яких був розрахований та офіційно опублікований. Фонд Карнегі класифікував заклад як Дослідницький університет з високою науково-дослідницькою діяльністю (англ. Research Universities with high research activity, RU/H).
Основний кампус університету розкинувся на лісистому схилі пагорба над річкою Саскуеганною у передмісті Вестала, а допоміжний освітній центр — неподалік від ділової частини міста Бінгемтон (англ. Binghamton University Downtown Center).
На 2016 рік було більш ніж 120 000 випускників Бінгемтонського університету не тільки з усіх 50 штатів, а й з більш ніж 100 країн по всьому світу.

## Навчальні заклади
На 2013 рік у складі університету перебували шість коледжів і шкіл, в яких навчалися близько 15000 студентів та аспірантів.

### Гарпер Коледж мистецтв і наук
Гарпер Коледж мистецтв і наук (англ. Harpur College of Arts and Sciences) — найстаріший і найбільший заклад Бінгемтонського університету. Він нараховує понад 8100 студентів і близько 1100 аспірантів. Навчання ведеться на трьох факультетах — образотворче мистецтво та гуманітарні науки (15 програм), природничі науки та математика (8 програм) і соціальні науки (6 програм), а також за дванадцятьма міждисциплінарними освітніми програмами, які є ланкою до міждисциплінарних курсів в інших коледжах і школах університету. Коледж пропонує студентам доступ до «сучасних» наук (англ. state-of-the-art science) і комп'ютерних лабораторій, класів мовних технологій, широкого спектра гуманітарних наук, мультикультурних досліджень, передового театрального мистецтва, національно визнаних вокалістів і вчителів музики, дистанційного навчання та багато іншого. Заснований 1946 року в Ендікотті, штат Нью-Йорк. Названий на честь американського колоніального вчителя, політика та піонера Роберта Гарпера.

### Коледж спільноти та громадських справ

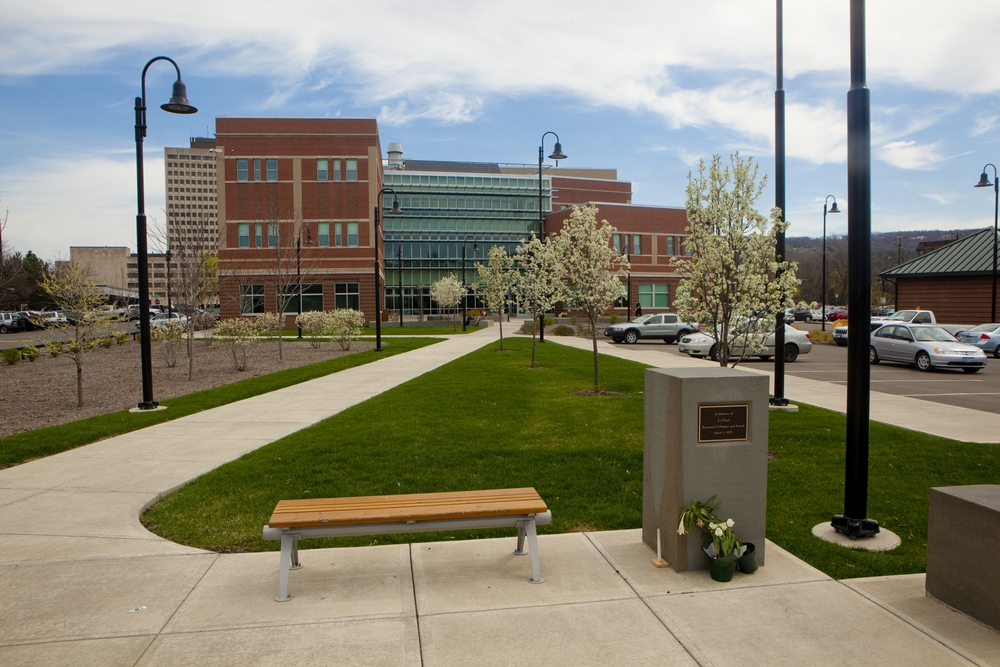
Діловий центр Бінгемтонського університету — місце розташування Коледжу спільноти та громадських справ.

Коледж спільноти та громадських справ (англ. College of Community and Public Affairs) — пропонує навчання з розвитку людського потенціалу — програми в галузі державного управління, соціальної роботи та управління у справах студентів. Нараховує близько 700 студентів. Коледж надає інноваційну, професійну освіту у сфері взаємодії та посередництва між урядом і некомерційними світом; між тими, хто приймає рішення про надання послуг, і тими, хто надає ці послуги; між тими, хто надає громадські/некомерційні послуги, і тими, хто їх отримує. Створений в липні 2006 року після реорганізації свого попередника — Вищої школи освіти та розвитку людини (англ. Graduate School of Education and Human Development). Розташовується у Бінгемтоні.

### Вища школи освіти
Вища школи освіти (англ. Graduate School of Education) — пропонує програми навчання в галузі педагогічної освіти; готує кваліфікованих спеціалістів з підліткової освіти, дитячої освіти, педагогічної теорії та практики, навчання грамоти, спеціальної освіти. Для студентів, які проводять сертифікацію в інших областях (наприклад, охорона здоров'я, мистецтво, фізкультура, музика) або чиї інтереси лежать в галузі освіти, але поза школою, пропонуються програми з освітніх досліджень, де кожен студент вибудовує навчальну програму під індивідуальні потреби. Школа має акредитацію Ради з акредитації педагогічної освіти (англ. Teacher Education Accreditation Council, TEAC). Створена разом з Коледжем спільноти та громадських справ після реорганізації, яка відбулась у липні 2006 року.

### Деккер Школа сестринської справи

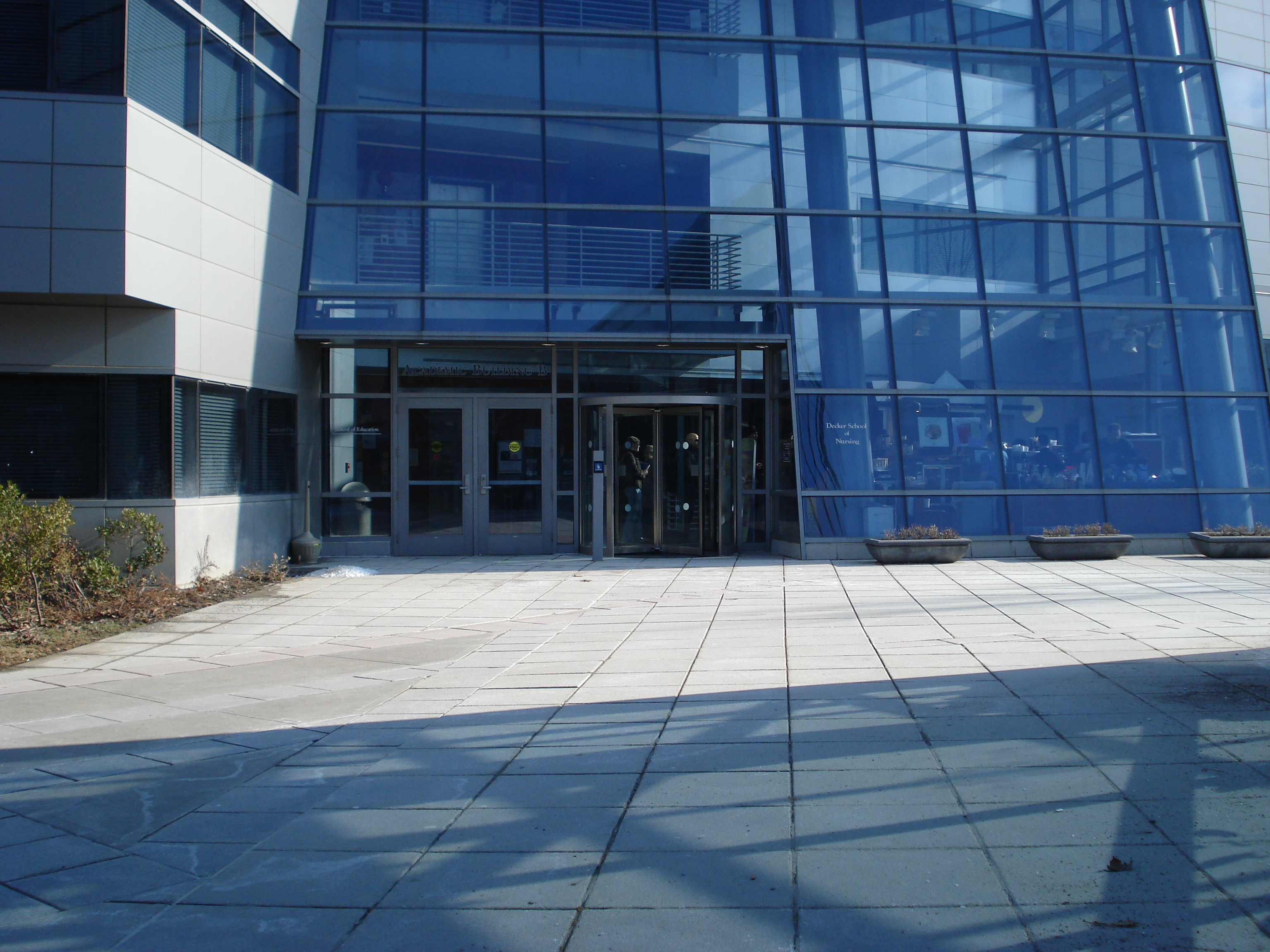
Деккер Школа сестринської справи.

Деккер Школа сестринської справи (англ. Decker School of Nursing) — пропонує студентам академічну підготовку професійних медичних сестер. Випускники готові застосовувати теорію та дослідження фізичних і поведінкових наук, сестринської справи для практичного зміцнення здоров'я, зниження ризику та профілактики захворювань протягом усього періоду життя як окремих осіб, так сімей і громад. Особливий акцент робиться на допомозі групам населення, які мають обмежений доступ до первинної медичної допомоги, і сільському населенню. Школа має акредитацію Комісії колегіальної сестринської освіти (англ. Commission on Collegiate Nursing Education, CCNE). Створена 1969 року. Названа на честь засновників однойменного Фонду підтримки освіти і охорони здоров'я (англ. Dr. G. Clifford and Florence B. Decker Foundation), які довгий час мешкали в Бінгемтоні.

### Томас Дж. Вотсон Школа інженерії та прикладних наук
Томас Дж. Вотсон Школа інженерії та прикладних наук (англ. Thomas J. Watson School of Engineering and Applied Science) — пропонує освітні програми в областях біоінженерії, комп'ютерної інженерії, інформатики, електротехніки, промислової інженерії та системотехніки, матеріалознавства, машинобудування, системології. Навчальні програми школи акредитовані Радою з акредитації інженерних розробок і технологій (англ. Accreditation Board for Engineering and Technology, ABET). Нараховує близько 1900 студентів, 500 магістрів та понад 200 докторантів. Заснована 1983 року. Названа на честь Томаса Дж. Вотсона — багаторічного голови та головного виконавчого директора компанії International Business Machines (IBM).

### Школа менеджменту

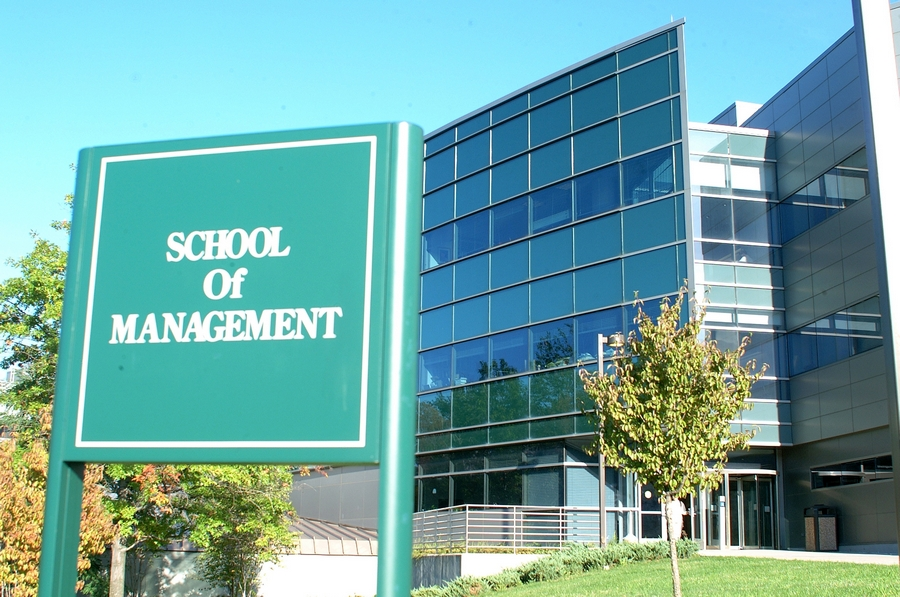
Школа менеджменту.

Школа менеджменту (англ. School of Management) — пропонує освітні програми в області бухгалтерського обліку та менеджменту (варіанти спеціалізації — фінанси, фінансовий інжиніринг, лідерство і консалтинг, маркетинг, глобальне управління, підприємництво та управління інформаційними системами). Навчальні програми школи акредитовані Асоціацією з розвитку університетських бізнес-шкіл (англ. Association to Advance Collegiate Schools of Business, AACSB). В процесі навчання особлива увага приділяється розвитку нематеріальних активів — аналітичних бізнесових навичок, командної взаємодії, творчого вирішення проблем та лідерських якостей. Студентам доступні сучасні навчальні інструменти з мультимедійними класами, комп'ютерна лабораторія та торговельний зал. Нараховує близько 1400 студентів. Заснована 1970 року.

## Українці в університеті

### Навчальний процес
З 1968 року теорію музики в Гарпер-коледжі викладала Марія Цісик, чиї численні концерти відбулися в США.
Протягом одного року, з 1970 по 1971, в Гарпер-коледжі навчалась Квітка Цісик. За ролі в студентських оперних постановках отримала стипендію SUNY на стажування в Гентській консерваторії та провела липень-серпень 1971 року в Бельгії на шеститижневому семінарі «Європейська опера» (англ. European Opera Seminar).

### Діяльність

#### Телепрограма «Думки про Україну»
В січні 1971 року ініціативним комітетом (голова — Любомир Зобнів), який складався переважно зі студентів Гарпер-коледжу, до Дня соборності України була створена телевізійна програма «Думки про Україну» (англ. «Thoughts of Ukraine»). Сценарій підготували Марія Цісик (викладач музики) та Марія («Міма») Коропій (аспірант з французької мови; ведуча української програми на радіо); матеріально-технічне забезпечення — Віктор Галич (віце-президент філії Українського конгресового комітету Америки); режисер програми та технічна допомога — Фред Дерадо з WINR-TV; спонсор програми — Gardner Motors; продюсер — Дмитро Яремчук.
В програмі була представлена серія українських народних танців у виконанні Маріанни Лаврик (медсестра й аспірант); прозвучали поеми Тараса Шевченка, які прочитав Брюс Мерлі, пісні у виконанні Квітки Цісик (першокурсниця в Гарпер-коледжі) під гітарний супровід Богдана Соханя (студент з Нью-Йорка) та Юрія Турчина (студент Ратгерського університету), пісні у виконанні Вікторії Дзюби (аспірант Гарпер-коледжу) під супровід фортепіано Марії Цісик. Вступне та заключне слово прочитала Марія Коропій. Окремі виступи були гармонійно об'єднані фотографічним матеріалом з України та фоновою музикою, яку вибрала та відтворила для програми Марія Цісик.
Ввечері 22 січня програма «Думки про Україну» вийшла в ефір WINR-TV. Її показу передували трансляції дев'яти хвилинних рекламних роликів та 21 січня, напередодні програми, п'ятихвилинне інтерв'ю, яке Марія Коропій дала Дональду Фоксу для новин WINR-TV про заплановані події та значення Українського Дня (англ. Ukrainian Day):

#### Українська студентська громада
1971 року за ініціативою студентів і аспірантів Гарпер-коледжу сформована Українська студентська громада. Підготовчий комітет у складі студентів Ірини Крайник, Сильвії Рожко, Дейва Бора, Джона та Джорджа Терелів, аспірантів Марії Коропій, Джона й Ендрю Чебиняків та Любомира Зобніва схвалив конституцію студентського об'єднання й обрав керівних осіб: президент — Ірина Крайник (перший курс, сестринська справа); віце-президент — Дейв Бора (другий курс, антропологія); секретар-скарбник — Богдан Копинець (перший курс, долікарська підготовка). Доктор Вільям Дуда, професор філософії, погодився стати куратором громади. Серед завдань, покладених на себе студентським об'єднанням, — встановлення контактів з нью-йоркськими конгресменами з метою обговорення ситуації в Україні, з іншими студентськими організаціями і з Союзом Українських Студентських Товариств Америки (СУСТА); фінансова допомога українському студентству. Листування з громадою велося через президента Ірину Крайник за адресою: Ukrainian Student Hromada, c/o Irene Krajnyk, 29 Franklin Street, Binghamton, N.Y. 13905.
11 грудня, в річницю Загальної декларації прав людини, Українська студентська громада спонсорувала проведення освітнього форуму (англ. teach-in) з прав людини в Україні. Марія Коропій, Богдан Копинець та Любомир Зобнів (модератор форуму) обговорили твори, за які були незаконно, навіть за радянською конституцією, засуджені представники української інтелігенції; Галина Курило зачитала список молодих українців, які були заарештовані нещодавно; прозвучали вірші сучасних українських поетів.
Форум також зажадав, щоб Міжнародний Червоний Хрест звернув погляд на лікування політичних в'язнів у радянських концтаборах.
Робота форуму була висвітлена бінгемтонськими телевізійними каналами та радіостанціями; WICZ-TV випустив в ефір спеціальне інтерв'ю з Любомиром Зобнівим.

### Гастролі
18 листопада 2009 року о восьмій годині вечора в мистецькому Центрі Андерсона (англ. Anderson Center) Бінгемтонського університету відбувся концерт Академічного ансамблю танцю імені Павла Вірського. Колектив з 80 танцюристів і музикантів представив 16 українських традиційних танців.